# Arctopsyche fissa
Arctopsyche fissa là một loài Trichoptera trong họ Hydropsychidae. Chúng phân bố ở miền Ấn Độ - Mã Lai.